# Martinvast
Ne doit pas être confondu avec Martainville.
Martinvast [maʁtɛ̃va] est une commune française située dans le département de la Manche en région Normandie, peuplée de 1 340 habitants.

## Géographie
La commune est au nord de la péninsule du Cotentin. Son bourg est à 7 km au sud-ouest de Cherbourg-Octeville, à 15 km au nord-est des Pieux, à 18 km au sud-est de Beaumont-Hague et à 20 km au nord-ouest de Valognes.
Le paysage est constitué de prairies bordées de haies (Lande Cadeau, le mont Polidor, les Mines, les Trigants, Plateau de l'Arabie, les Quatre Barrières). Il y a un bois à l'est du territoire : la Sapinière.
Martinvast est dans le bassin de la Divette qui délimite le territoire de l'ouest au nord. Trois de ses affluents parcourent le territoire communal dont le Nardouet qui marque au nord-est et le Bisard. Un point d'eau : la fontaine aux Bœufs.
Le point culminant (155 m) se situe en limite est sur la « chasse » des Mines (D 352). Le point le plus bas (17 m) correspond à la sortie de la Divette du territoire, au nord. La commune est bocagère.
La commune se compose d'un bourg principal (Martinvast) et de plusieurs écarts : Carneville (avec son manoir, son école d'équitation), Mélingue, Belle Feuille, Hameau Léger, Beuzeville, le Pont Blondel, les Roches de Sideville, la Vallée, l'Alleu (avec son haras), la Bihellerie, la Danetterie, les Rosées, le Château (et son parc : les Bœufs, le Capelier), Hameau Virel, la Bourbonnerie, la Couvillerie, la Fournellerie, le Bas de la Couaille, le Clos Giot, le Pont, la Mare Aubert, la Couespellerie, le Pont Cosnard, la Bellefeuille, la Roche au Chat, les Ingoufs, l'Arabie, Croix Goupil, le Caillou, la Duquesnerie, les Telliers, le Bosquet, l'Orangerie, Hameau Dubost, le Vigny, l'Oraille le Haut, l'Oraille, Tabarin.
| Sideville | Cherbourg-en-Cotentin (comm. dél. de Cherbourg-Octeville) | Cherbourg-en-Cotentin (comm. dél. de La Glacerie)            |
| Sideville | Martinvast                                                | Cherbourg-en-Cotentin (comm. dél. de La Glacerie), Tollevast |
| Sideville | Hardinvast                                                | Hardinvast                                                   |

### Hydrographie
La commune est située dans le bassin Seine-Normandie. Elle est drainée par la Divette, le Bisard, le fossé 01 de Carneville et le Nardouet,,.
La Divette, d'une longueur de 28 km, prend sa source dans la commune de Bricquebosq et se jette  dans la Manche à Cherbourg-en-Cotentin, après avoir traversé huit communes. 

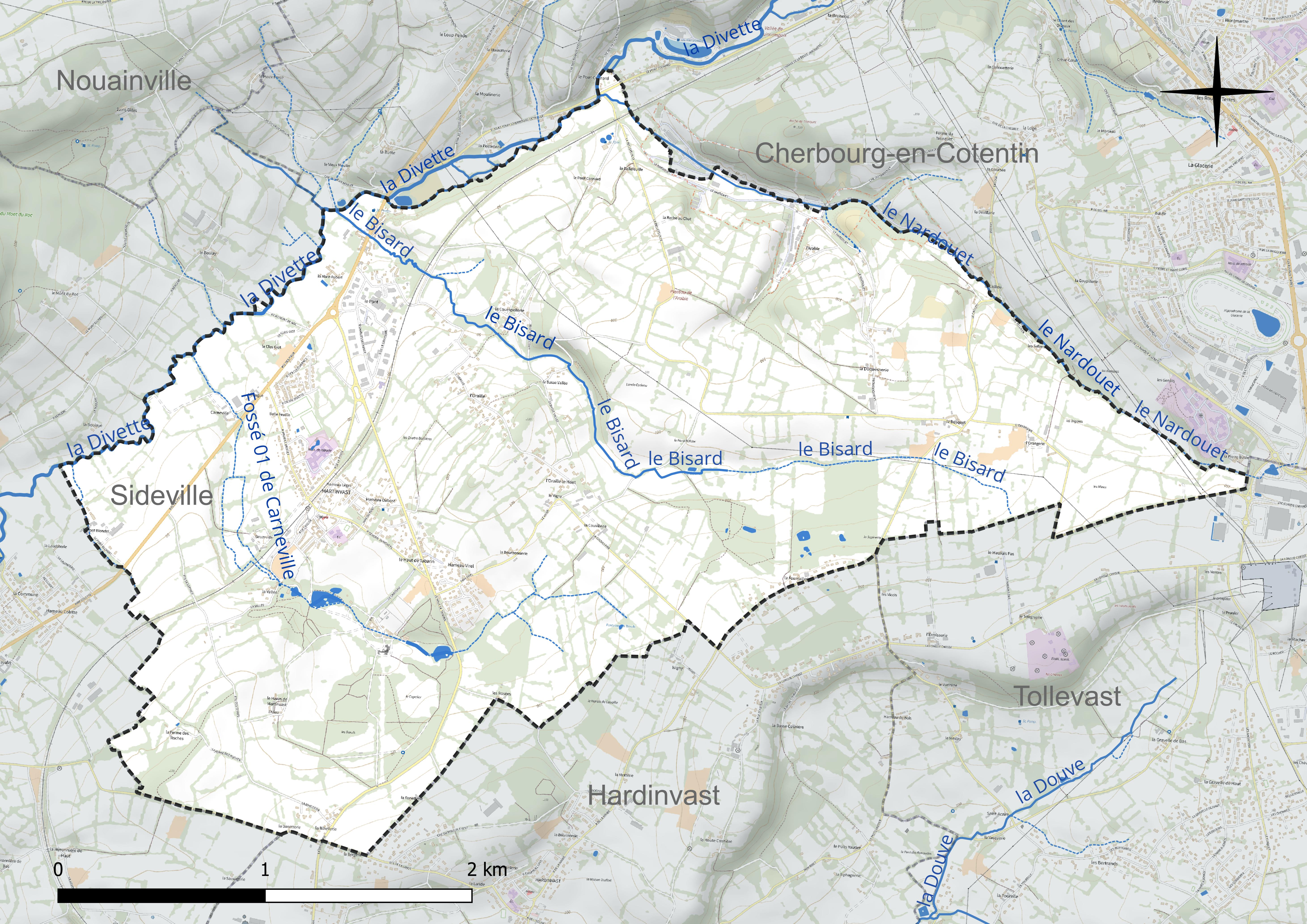
Réseau hydrographique de Martinvast.

### Climat
Pour des articles plus généraux, voir Climat de la Normandie et Climat de la Manche.
En 2010, le climat de la commune est de type climat océanique franc, selon une étude du CNRS s'appuyant sur une série de données couvrant la période 1971-2000. En 2020, Météo-France publie une typologie des climats de la France métropolitaine dans laquelle la commune est exposée à un climat océanique et est dans la région climatique  Normandie (Cotentin, Orne), caractérisée par une pluviométrie relativement élevée (850 mm/a) et un été frais (15,5 °C) et venté.
Pour la période 1971-2000, la température annuelle moyenne est de 10,7 °C, avec une amplitude thermique annuelle de 11,2 °C. Le cumul annuel moyen de précipitations est de 1 023 mm, avec 15,4 jours de précipitations en janvier et 8,3 jours en juillet. Pour la période 1991-2020, la température moyenne annuelle observée sur la station météorologique la plus proche, située sur la commune de Cherbourg-en-Cotentin à 6 km à vol d'oiseau, est de 12,1 °C et le cumul annuel moyen de précipitations est de 963,9 mm,. Pour l'avenir, les paramètres climatiques de la commune estimés pour 2050 selon différents scénarios d’émission de gaz à effet de serre sont consultables sur un site dédié publié par Météo-France en novembre 2022.

## Urbanisme

### Typologie
Au 1er janvier 2024, Martinvast est catégorisée bourg rural, selon la nouvelle grille communale de densité à sept niveaux définie par l'Insee en 2022. Elle appartient à l'unité urbaine de Cherbourg-en-Cotentin, une agglomération intra-départementale regroupant trois communes, dont elle est une commune de la banlieue,,. Par ailleurs la commune fait partie de l'aire d'attraction de Cherbourg-en-Cotentin, dont elle est une commune de la couronne,. Cette aire, qui regroupe 77 communes, est catégorisée dans les aires de 50 000 à moins de 200 000 habitants,.

### Occupation des sols
L'occupation des sols de la commune, telle qu'elle ressort de la base de données européenne d’occupation biophysique des sols Corine Land Cover (CLC), est marquée par l'importance des territoires agricoles (84,3 % en 2018), en diminution par rapport à 1990 (88,7 %). La répartition détaillée en 2018 est la suivante : prairies (61,3 %), zones agricoles hétérogènes (12,2 %), terres arables (10,7 %), zones urbanisées (8 %), forêts (3,5 %), espaces verts artificialisés, non agricoles (2,6 %), zones industrielles ou commerciales et réseaux de communication (1,7 %). L'évolution de l’occupation des sols de la commune et de ses infrastructures peut être observée sur les différentes représentations cartographiques du territoire : la carte de Cassini (XVIIIe siècle), la carte d'état-major (1820-1866) et les cartes ou photos aériennes de l'IGN pour la période actuelle (1950 à aujourd'hui).

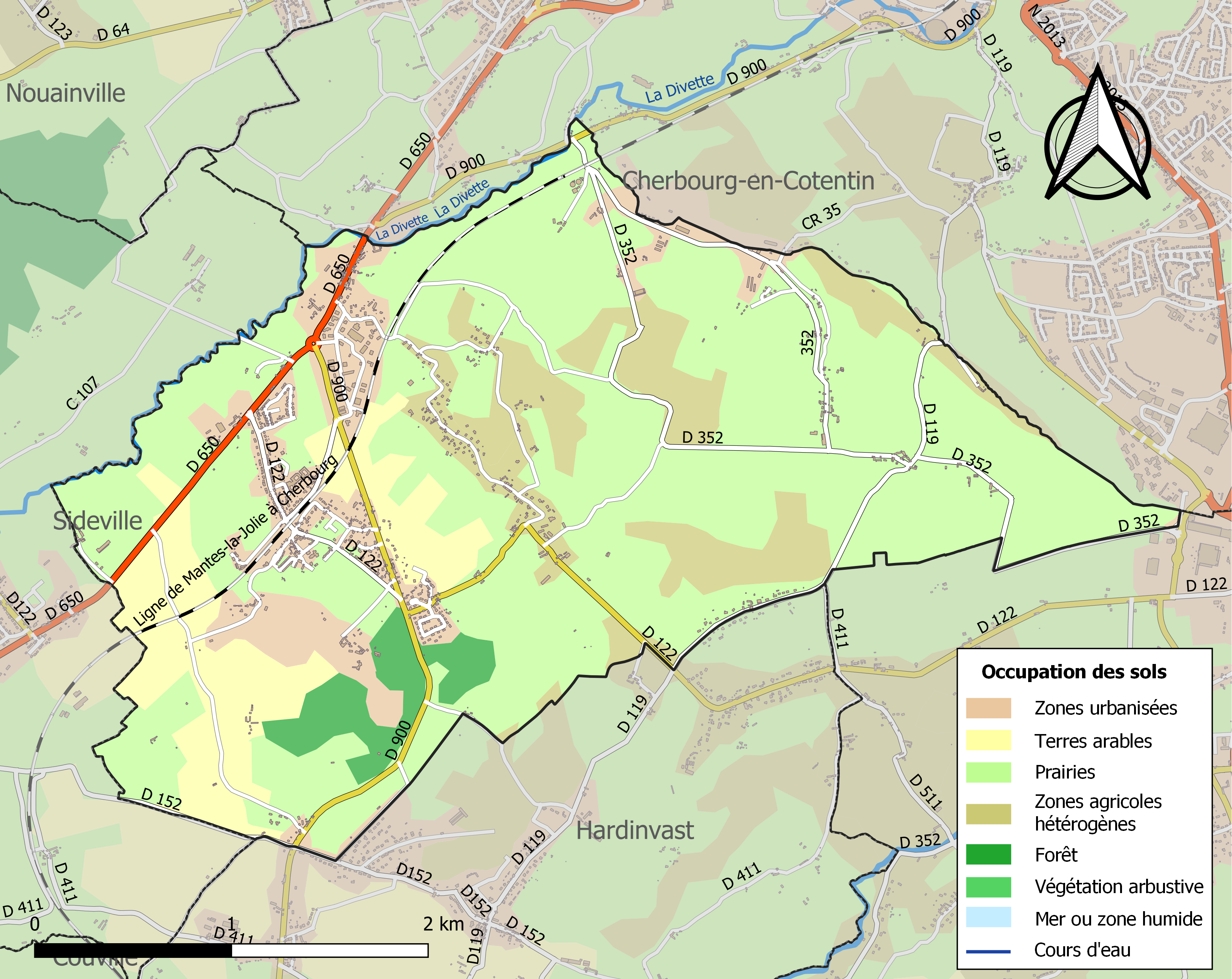
Carte des infrastructures et de l'occupation des sols de la commune en 2018 (CLC).

## Toponymie
Le nom de la localité est attesté sous les formes Martinvast vers 1150 et vers 1180, Martinwast en 1172, Martin Wasto vers 1210 (ou en 1150), de Martini Wasto en 1283.
Il s'agit d'une formation toponymique médiévale en -vast, anciennement -wast. L'appellatif vast signifie « terre inculte, gâtée » et constitue également le radical du verbe gâter (anciennement gaster), la forme waster étant caractéristique des dialectes d'oïl septentrionaux. Il est fréquent dans le Cotentin, mais plus rare ailleurs en Normandie. Le premier élément est Martin, anthroponyme devenu par la suite le plus fréquent en France comme patronyme. Il se rencontre parfois dans la toponymie normande, par exemple dans Martintot (à Siouville-Hague, en composition avec l'ancien norrois topt, toft), situé à 18 km, ou dans les plus répandus Martainville. Albert Dauzat et René Lepelley parlent respectivement de nom de personne latin ou roman Martinus,, ce qui n'est pas nécessaire, le toponyme étant à la fois une formation médiévale et populaire, la désinence -us avait disparu depuis longtemps sans laisser de trace dans ce cas.
Les autres toponymes du Cotentin en -vast sont tous composés avec des noms de personnes scandinaves, tels que Soti / Sote dans Sottevast (anciennement Sotevast); Tolir dans Tollevast (anciennement Toberwast, lire *Tolerwast); Barni dans Barnavast; Sigfridr dans Chiffrevast, sauf Hardinvast (anciennement Herdinvast) sur l'anthroponyme anglo-saxon ou plus généralement germanique Hardinc. Il existait également un Beroldwast (XIe siècle, AG NLM) et un Fredevast (1238, Charte Lessay). Ces formations remontent donc à l'implantation scandinave et ce Martin est vraisemblablement un colon anglo-scandinave qui a reçu un nom chrétien lors de son baptême, tout comme son homonyme dans Martintot.
L'appellatif toponymique vast se retrouve dans d'autres toponymes normands employé de manière autonome ou comme déterminant complémentaire dans Le Vast, mais aussi sous sa forme française Le Gast, Saint-Denis-le-Gast, etc..
Le gentilé est Martinvastais.

### Microtoponymie
Les Roches de Sideville tiennent leur nom de la commune voisine : Sideville.
Le hameau Alleu vient de l'ancien français, il signifie « fonds de terres possédé en pleine propriété, exempt de droits féodaux ».
Le hameau Carneville, à l'origine Kerinon-villa, était « la ferme de Kerinon » (nom germain)[source insuffisante][Information douteuse].
Le hameau Beuzeville, à l'origine Bozo-villa, était « la ferme de Bozo » (nom germain)[source insuffisante][Information douteuse].
Le hameau Vigny prend son origine dans Viniacum « le domaine de Vinius » (ferme gallo-romaine)[réf. nécessaire].
Les hameaux en Y-ère/-erie sont des habitats ultérieurs, résultant du développement démographique de la Normandie. Ils désignaient la ferme de la famille Y, fondée sur les nouvelles terres obtenues par les grands défrichements des XIe – XIIIe siècles. Les essarts prennent le nom des familles qui s'y installent, suivi du suffixe -erie ou -ière. Les autres hameaux en Hôtel / Le / Clos / Pont / Maison...Y sont des constructions encore plus tardives, ils désignent le bien d'une famille Y.

## Histoire
Le bourg date du Xe siècle, époque des premiers défrichements de l'immense forêt du Clos du Cotentin (cf. forêt de Brix). André Davy signale la présence d'un dolmen à Martinvast. Toutefois, une fouille à mis au jour, à 1 km du bourg actuel, une occupation rurale carolingienne (VIIe – Xe siècle), probablement une ferme isolée avec au moins rois bâtiments.
Au XIIe siècle, la paroisse relevait de l'honneur de La Haye.
En 1466, Robert, seigneur de Martinvast est décapité sur ordre de Louis XI pour avoir soutenu dans la ligue du Bien public, Charles, duc de Berry et de Normandie, et François II duc de Bretagne.
Sous l'Ancien Régime, la paroisse dépend de la généralité de Caen, de l'élection de Valognes et de la sergenterie de Tollevast.
À la création des cantons, Martinvast est chef-lieu de canton. Ce canton est supprimé lors du redécoupage cantonal de l'an IX (1801).
Au XIXe siècle le comte du Moncel y avait établi une ferme modèle.
L'affaire criminelle Louis-Jean Guéret, coupable de l'homicide d'un baron, s'est déroulée au château de Martinvast en 1906. Elle fut jugée par la cour d'assises de la Manche, le 23 septembre 1910.
En juin 1940, l'avant garde de la 7e Panzerdivision est stoppée au pont de Martinvast. La commune est bombardée en juin 1944.

## Héraldique
| Blason de Martinvast | Les armes de la commune de Martinvast se blasonnent ainsi : d'argent au croissant de gueules mis en cœur, accompagné de trois merlettes de sable, 2 en chef et 1 en pointe. Ce sont celles de la famille (protestante) Le Fort qui a tenu dans cette paroisse le fief de Carneville depuis la fin du XVe siècle. |

## Politique et administration

### Administration municipale
| Période                                  | Période  | Identité                                     | Étiquette | Qualité |
| ---------------------------------------- | -------- | -------------------------------------------- | --------- | ------- |
| 1892                                     | 1949     | Hubert de Pourtalès                          |           |         |
| 1949                                     | 1953     | Béatrix de Renusson d'Hauteville (1892-1987) |           |         |
| 1953                                     | 1975     | Maurice Brisset                              |           |         |
| 1975                                     | 1977     | François Lepaumier                           |           |         |
| 1977                                     | 1982     | Louis Delaval                                |           |         |
| 1982                                     | 1983     | André Marthineau                             |           |         |
| 1983                                     | 1989     | Charles Delauney                             |           |         |
| 1989                                     | 2000     | Étienne de Quatrebarbes                      |           |         |
| 2000                                     | 2001     | Roland Rohée                                 |           |         |
| 2001                                     | En cours | Jacky Marie                                  |           | Médecin |
| Les données manquantes sont à compléter. |          |                                              |           |         |

Le conseil municipal est composé de quinze membres dont le maire et quatre adjoints.

## Démographie
L'évolution du nombre d'habitants est connue à travers les recensements de la population effectués dans la commune depuis 1793. Pour les communes de moins de 10 000 habitants, une enquête de recensement portant sur toute la population est réalisée tous les cinq ans, les populations de référence des années intermédiaires étant quant à elles estimées par interpolation ou extrapolation. Pour la commune, le premier recensement exhaustif entrant dans le cadre du nouveau dispositif a été réalisé en 2005.
En 2022, la commune comptait 1 340 habitants, en évolution de +6,77 % par rapport à 2016 (Manche : −0,31 %, France hors Mayotte : +2,11 %).
| 1793 | 1800 | 1806 | 1821 | 1831 | 1836 | 1841 | 1846 | 1851 |
| ---- | ---- | ---- | ---- | ---- | ---- | ---- | ---- | ---- |
| 624  | 492  | 643  | 787  | 753  | 865  | 810  | 772  | 823  |

| 1856 | 1861 | 1866 | 1872 | 1876 | 1881 | 1886 | 1891 | 1896 |
| ---- | ---- | ---- | ---- | ---- | ---- | ---- | ---- | ---- |
| 848  | 885  | 869  | 769  | 732  | 732  | 742  | 776  | 761  |

| 1901 | 1906 | 1911 | 1921 | 1926 | 1931 | 1936 | 1946 | 1954 |
| ---- | ---- | ---- | ---- | ---- | ---- | ---- | ---- | ---- |
| 866  | 939  | 921  | 704  | 746  | 764  | 755  | 732  | 848  |

| 1962 | 1968 | 1975 | 1982 | 1990  | 1999  | 2005  | 2006  | 2010  |
| ---- | ---- | ---- | ---- | ----- | ----- | ----- | ----- | ----- |
| 841  | 820  | 790  | 888  | 1 016 | 1 116 | 1 165 | 1 151 | 1 189 |

| 2015  | 2020  | 2022  | - | - | - | - | - | - |
| ----- | ----- | ----- | - | - | - | - | - | - |
| 1 248 | 1 325 | 1 340 | - | - | - | - | - | - |

## Économie
- Filature de laine (fermée).
- Les Vergers de la Passion : produits régionaux.

## Lieux et monuments
- Château du domaine de Beaurepaire des XVIe et XIXe siècles, inscrit en 1976 et 1992 aux monuments historiques[42], et son parc floral de 100 hectares inscrit à l'IGPC[43].

Le château d'origine, du XIIe siècle, fut ruiné lors de la guerre de Cent Ans et reconstruit en 1581 par Berthole du Moncel. Il sera restauré de 1820 à 1867 par Alexandre du Moncel qui le céda au banquier de Schickler. Le château sera en partie détruit en 1944 par les bombardements alliés, puis restauré par la famille de Pourtalès-Schickler.
- Église Notre-Dame en partie du XIIe siècle,  avec abside et corniche romane, chapelle sud (1853), chapelle nord (1650) et chœur (1705) classée monument historique en 1906[44]. Elle abrite un tableau L'Enfant Jésus adoré par la Vierge du XVe, une Vierge à l'Enfant assise du XIVe et un bas-relief retable aux douze Apôtres du XVe[32] classés au titre objet aux monuments historiques[45],[46],[47].

Elle est aujourd'hui rattachée à la nouvelle paroisse Sainte-Bernadette du doyenné de Cherbourg-Hague.
- Manoir de Carneville des XVe – XVIe siècles, avec école d'équitation.
- Ferme-manoir de Beuzeville des XVIe – XVIIe siècles et moulin. Sur le pignon du logis, on peut voir une dalle sculptée insérée sur laquelle figure les armes de la famille Foubert, d'argent à la fasce d'azur chargée d'un léopard d'or[49]. On retrouve ses armes au-dessus de la cheminée de la cuisine figurée sur un blason échancré « à l'allemande »[49].

Un guillaume Foubert, demeurant en la paroisse de Martinvast, écuyer, sieur de Beuzeville, était procureur du Roi en la maîtrise de Valognes. Selon Frédéric Scuvée, l'élection du manoir de Beuzeville « comme siège de la seigneurie de Martinvast est à peu près certaine, au moins avant 1429 ».
- Ferme des Roches avec jardin remarquable de 4 hectares.
- Hôtel Melingue, ancien relais de diligence.
- Pont de Carneville. Sur le mur bordant la Divette, on peut voir les armes de Jean-René Le Fort, d'argent au croissant de gueules mis en cœur, accompagné de trois merlettes de sable, 2 en chef et 1 en pointe et celle de son épouse (1753), Marguerite d'Ozouville[Note 7], de gueules à une pile d'argent (ou lame d'épée) accompagnée de six losanges de même, rangées en pal 3 et 3 avec à gauche la date de 1769[50].
- Deux croix de chemin dont l'une à Carneville (XVIe siècle), dans le talus, en face du manoir, en souvenir de Michel de Ravalet, curé de Breuville, assassiné à cet endroit en 1579 par Robert Le Fort de Carneville, qui avait vainement tenté d'obtenir la main d'une demoiselle de Ravalet. Robert fut décapité, un de ses frères emprisonné et le troisième dut élever en expiation une croix de granit sur le lieu du crime. On distingue à sa base les armes des Le Fort (d'argent au croissant de gueules mis en cœur, accompagné de trois merlettes de sable, 2 en chef et 1 en pointe)[51].
- Croix de cimetière du XVIIIe siècle.
- Calvaire du XXe siècle.
- Ancien moulin à vent, vieux puits du XVIe siècle.
- La Roche à Trois Pieds, site naturel, parfois considérée comme un dolmen.

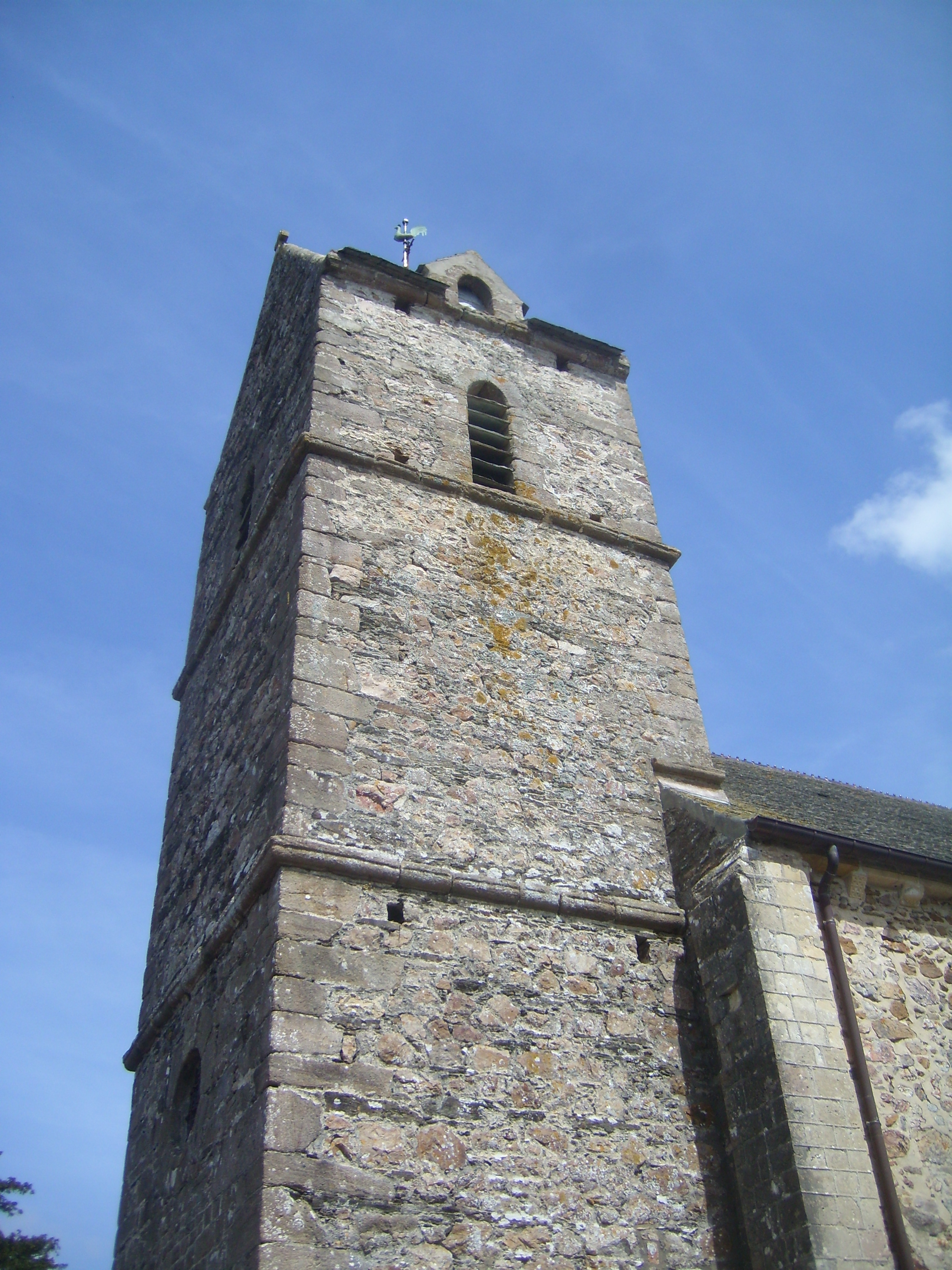
Le clocher en bâtière de l'église Notre-Dame.
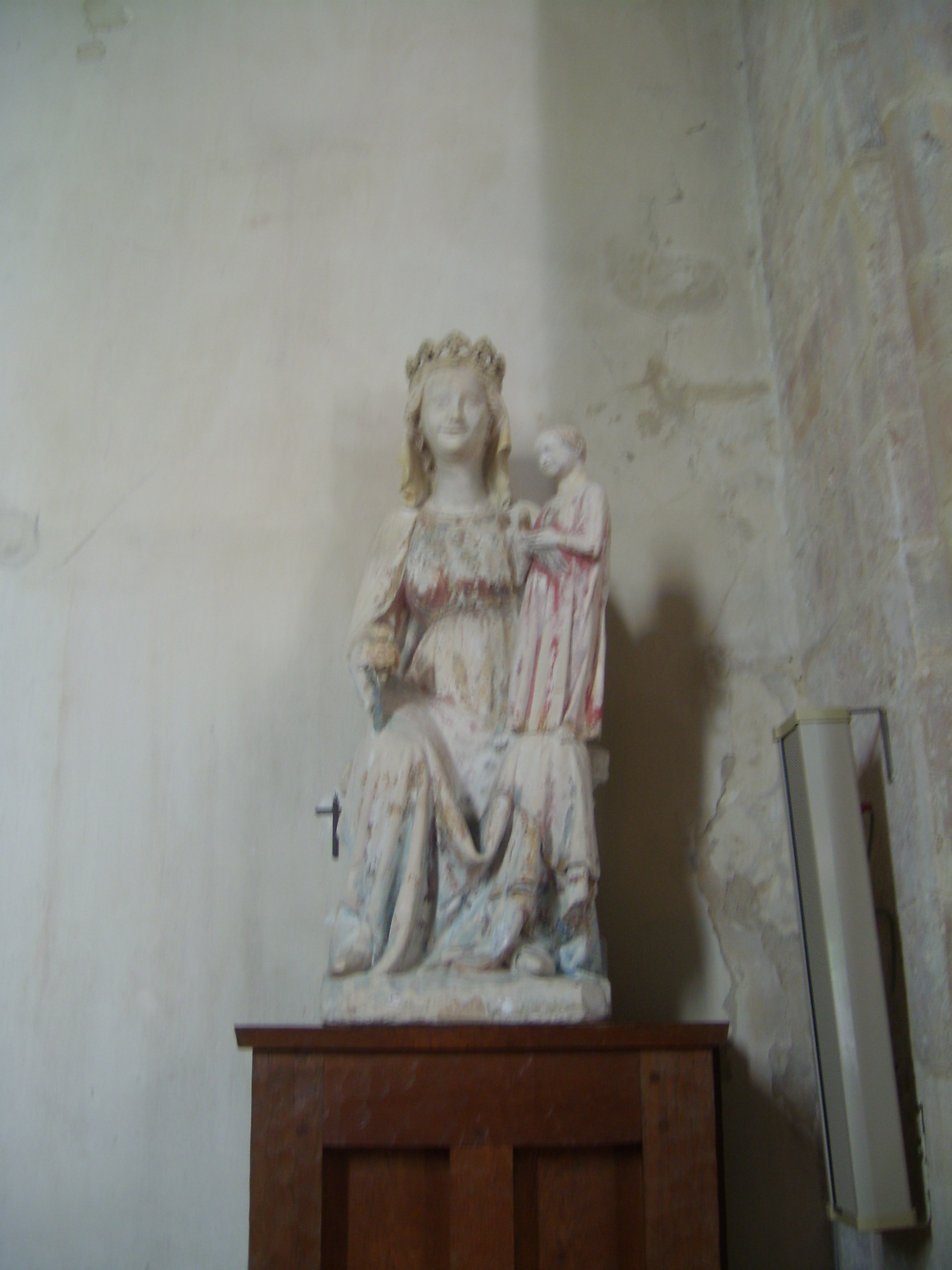
La Vierge à l'Enfant.
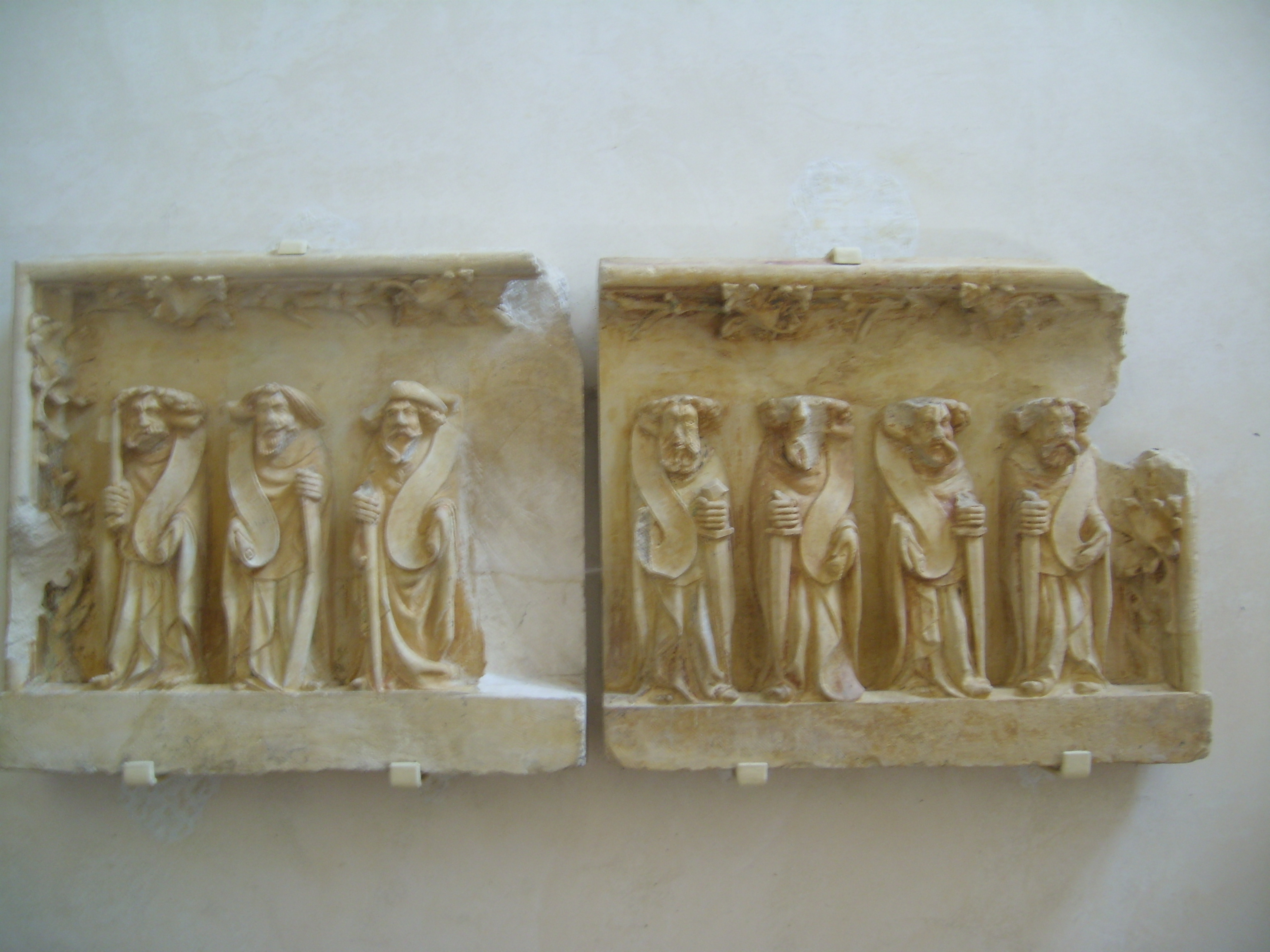
Bas-reliefs.

## Activité et manifestations
L'Association sportive de Martinvast fait évoluer deux équipes de football en divisions de district.
Les vallons de Martinvast, course pédestre créée en 2007, sont organisés en septembre par l'association Cap Martinvast.

## Personnalités liées à la commune
- Alexandre du Moncel (1784-1861), comte, général du Génie, député de 1815 à 1816 et de 1827 à 1830, pair de France de 1846 à 1848, maire de la commune, restaurateur du château de Martinvast et créateur d'une ferme modèle.